# Tancrède de Hazart
 (juin 2025).
Tancrède de Hazart (latin : Tancredus Dasart), mort après 1170, est un noble de la principauté d'Antioche. Ses origines ainsi que sa famille sont inconnues.
La seigneurie de Hazard (aujourd'hui Azaz) en Syrie a été fondé par les croisés et faisait partie à l'origine au comté d'Édesse. Mais après la conquête de ce comté par les musulmans en 1144, Hazart a été intégré à la principauté d'Antioche. 
Tancrède souscrit comme témoin dans un document de 1170 du seigneur de Saône.
Il meurt après juillet 1170, et son successeur est Pierre Ier de Hazart, peut-être son fils ou un proche parent.